# Onderzoek naar het werk van Herbert Quain

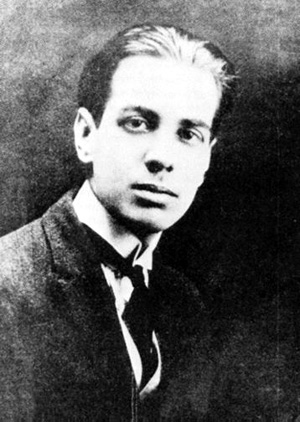
Jorge Luis Borges

"Onderzoek naar het werk van Herbert Quain" (Spaans: Examen de la obra de Herbert Quain) is een verhaal van de Spaanstalige Argentijnse schrijver Jorge Luis Borges. Het verhaal werd voor het eerst gepubliceerd in 1941 in de bundel De tuin met zich splitsende paden, welke in 1944 in zijn geheel werd het opgenomen in Borges’ verhalenbundel Fantastische verhalen (Ficciones). De Nederlandse vertaling uit 1988 is van Barber van de Pol.

## Inhoud en duiding
Onderzoek naar het werk van Herbert Quain is een fictief essay waarin een viertal boeken van de fictieve ('recent overleden') schrijver Herbert Quain worden besproken. Borges etaleert via het verhaal een aantal van zijn opvattingen over literatuur en over zijn eigen schrijverschap.
Over Quain schrijft hij: "Deze heeft zichzelf overigens nooit als geniaal beschouwd; zelfs niet in de peripatetische nachten met literaire conversatie waarin iemand die de drukpersen al heeft afgemat onveranderlijk speelt dat hij monsieur Teste is of doctor Samuel Johnson... Hij doorzag in alle helderheid het experimentele karakter van zijn boeken: misschien bewonderenswaardig vanwege het vernieuwende en vanwege een zekere laconieke eenzaamheid, maar niet vanwege de deugden van de hartstocht".
Iets verder vervolgt hij: "Hij vond dat goede literatuur heel gewoon is en dat er nauwelijks een gesprek op straat plaatsvindt dat niet voor die benaming in aanmerking komt. Ook vond hij dat het esthetische niet kan zonder een of ander element van verbazing en dat uit het hoofd geleerde verbazing niet voor de hand ligt. <...>. Ik weet niet of zijn onduidelijke theorie te rechtvaardigen is; wel weet ik dat zijn boeken te veel op verbazing uit zijn".
Borges besteedt veel aandacht aan de opbouw van Quains boeken, vaak met labyrintische aftakkingen en een sterke symmetrische complexiteit, zoals ook Borges daar zelf vaak genoegen in schept.
Hij besluit met een bespreking van acht verhalen verzameld in de bundel Statements: "In elk ervan wordt een goede plot aangekondigd die vrijwillig door de schrijver de nek om wordt gedraaid. In een ervan -niet het beste- worden twee plots geïnsinueerd. De lezer, verstrooid uit ijdelheid, meent ze te hebben bedacht. Ik ben zo naïef geweest aan het derde, The Rose of Yesterday, De ronde ruïnes te ontlenen, een van de verhalen uit het boek De tuin met zich splitsende paden.
Aldus sluit Borges af met een bruggetje van de fictie naar de werkelijkheid, hetgeen hij vaker doet in zijn werk.